# James P. Collman
James Paddock Collman  (* 31. Oktober 1932 in Beatrice (Nebraska)) ist ein US-amerikanischer Chemiker, der sich mit Anorganischer, Organischer und Metall-Organischer Chemie befasst.

## Leben
Collman studierte an der University of Nebraska-Lincoln mit dem Bachelor-Abschluss 1954 und dem Master-Abschluss 1955 und wurde 1958 an der University of Illinois at Urbana-Champaign bei Reynold C. Fuson in Chemie promoviert. 1958 wurde er Instructor und später Professor an der University of North Carolina und ab 1967 war er Professor an der Stanford University, ab 1980 als George A. and Hilda M. Daubert Professor.
Er befasste sich damit, wie Redoxreaktionen unter Übertragung mehrerer Elektronen bei verschiedenen biologischen Enzymen mit Metall-Zentren (Nitrogenase, Cytochrom c, Cytochrom P450, Hämoglobin, Myoglobin) bewerkstelligt werden und mit biomimetischer Synthese solcher Enzyme.
Collman´s Reagenz ist das Natriumsalz des Eisentetracarbonylats (siehe Metallcarbonyle).

## Ehrungen und Mitgliedschaften
- 1963 bis 1966 Sloan Research Fellow
- 1975 American Chemical Society Award in Inorganic Chemistry
- 1977/78 und 1985/86 Guggenheim Fellow
- 1983 California Scientist of the Year
- 1986 Arthur C. Cope Scholar Award
- 1988 Ehrendoktor der University of Nebraska
- 1990 Linus Pauling Award
- 1997 Alfred Bader Award in Bioorganic and Bioinorganic Chemistry der ACS
- 1997/98 Chatt Lectureship
- 2009 Ronald Breslow Award in Biomimetic Chemistry

1972 war er als Erskine Fellow an der University of Canterbury in Neuseeland.
Er ist Mitglied der National Academy of Sciences, der American Academy of Arts and Sciences (1975) und der American Association for the Advancement of Science (2003) sowie der Royal Society of Chemistry.

## Schriften
- mit Louis S. Hegedus, Jack R. Norton, Richard G. Finke Principles and Applications of Organotransition Metal Chemistry, University Science Books, Sausalito, 1987 (zuerst 1980)
- mit R. Boulatov Heterodinuclear Transition Metal Complexes with Multiple Metal-Metal Bonds, Angew. Chem., Int. Ed., 41, 3948–3961 (2002)
- mit I. M. Shiryaeva, C. J. Sunderland Functional analogs of the dioxygen reduction site in terminal oxidases: mechanistic aspects and possible effects of CuB, J. Am. Chem. Soc., 124, 11923–11935 (2002)
- mit R. Boulatov Electrocatalytic O2 reduction by synthetic analogs of the heme/Cu site of cytochrome oxidase incorporated in a lipid film, Angew. Chem. Int. Ed., 41, 3489–3491 (2002).
- mit R. Boulatov, C. J. Sunderland, L. Fu Functional Analogues of Cytochrome c Oxidase, Myoglobin and Hemoglobin, Chem. Rev., 104, 561–588 (2004).
- mit L. Fu Synthetic Models for Hemoglobin and Myoglobin: Issues and Recent Success, Chem. Res., 32, 455–463 (1999).
- Naturally Dangerous. Surprising facts about food, health and the environment, University Science Books, Sausalito 2001